# Physocalymma scaberrimum
Physocalymma scaberrimum är en fackelblomsväxtart som beskrevs av Johann Baptist Emanuel Pohl. Physocalymma scaberrimum ingår i släktet Physocalymma och familjen fackelblomsväxter. Inga underarter finns listade i Catalogue of Life.